# Назко Конус
Назко Конус /ˈnæzkoʊ/ — невеликий потенційно активний базальтовий шлаковий конус у центральній Британській Колумбії, Канада, розташований за 75 км на захід від Квеснела та за 150 кілометрів на південний захід від Прінс-Джорджа. Він вважається найсхіднішим вулканом у вулканічному поясі Анахім. Невеликий вкритий лісом конус піднімається на 120 м над плато Чілкотін-Нечако і лежить на льодовиковому тиліті. Він утворився в три епізоди активності, перший з яких відбувся під час плейстоценового міжльодовикового періоду близько 340 000 років тому. Другий етап утворив великий гіалокластитовий шлаковий пагорб, що вивергнувся під Кордильєрським льодовиковим щитом під час плейстоцену. Останнє виверження утворило два невеликі лавові потоки, які простяглися на 1 км на захід, а також покрив вулканічного попелу, що тягнеться на кілька кілометрів на північ і схід від конуса.

## Геологія та історія

### Походження
Ймовірно, Назко Конус почав вивергатися близько 340 000 років тому і з тих пір неухильно зростає. Як і всі вулкани Анахім, Назко Конус бере свій початок у гарячій точці Анахім — шлейфі магми, що піднімається з глибин мантії Землі. Гаряча точка залишається у фіксованому положенні, тоді як Північноамериканська плита дрейфує над нею зі швидкістю від 2 до 3,3 сантиметра на рік. Підняття гарячої магми створює вулкани, і кожен окремий вулкан вивергається протягом кількох мільйонів років, перш ніж рух плити віднесе його від висхідної магми.
Гаряча точка існує щонайменше 13 мільйонів років, а вулканічний пояс Анахім простягається майже на 600 кілометрів (400 миль) подалі від гарячої точки. Наразі гаряча точка розташована під конусом Назко, який є наймолодшим вулканом у вулканічному поясі Анахім.

### Виверження конуса Наско 7200 років тому
Виверження Назко Конуса 7200 років тому почалося з виливу двох різних послідовностей рідких лавових потоків: старішого сірого базальту, перекритого молодшим, темнішим чорним базальтом. Після пасивних вивержень настав період експлозивних вивержень. Ця експлозивна активність утворила три перекриваючіся шлакові конуси ближче до кінця експлозивної фази активності. Остання фаза експлозивної активності розповсюдила тефру на північ і схід від конусів. Найглибші відкладення біля конусів сягають понад 3 м завглибшки і стоншуються до кількох сантиметрів лише за кілька кілометрів, що свідчить про те, що експлозивні виверження Назко Конуса були досить невеликими. Однак останнє виверження Назко Конуса могло спричинити лісові пожежі, оскільки всередині шару тефри є деревне вугілля.

### Нещодавня активність
Вулкан перебуває у стані спокою з часу виверження 7200 років тому. 10 жовтня 2007 року за 20 кілометрів на захід від Назко Конуса з'явився невеликий рій землетрусів. Більшість цих землетрусів мали магнітуду 1.0 або менше; деякі, силою до M 3.1 або 3.2, були зафіксовані на глибині 25 кілометрів під поверхнею. Причиною цієї сейсмічної активності вважається підняття магми, оскільки цей район не розташований поблизу жодних розломів або меж тектонічних плит.

## Небезпеки
Майбутні виверження Назко Конуса навряд чи призведуть до великої кількості жертв через віддаленість регіону. У цьому районі ведеться активна лісозаготівля та скотарство, і люди, зайняті цією діяльністю, перебувають у певній зоні ризику. Лавові потоки, ймовірно, поширюватимуться лише на кілька кілометрів від вулкана, що може спричинити лісові пожежі в сухому регіоні. Будь-яке майбутнє виверження, ймовірно, вплине лише на низьколітаючу авіацію, оскільки виверження, найімовірніше, матимуть форму гавайського типу – лавові фонтани, що утворюють невеликі шлакові конуси та лавові потоки, а не великі хмари попелу.

## Моніторинг
З 10 жовтня 2007 року вулкан Назко-Коун інтенсивно контролюється Геологічною службою Канади. 
Одним із найважливіших інструментів є сейсмометрія. Близько 5 сейсмометрів було встановлено навколо Назко Конуса, щоб науковці могли вимірювати інтенсивність та місцезнаходження сотень невеликих землетрусів щодня. З того часу було зареєстровано понад 1000 невеликих землетрусів. Кількість землетрусів може почати зростати за роки до початку справжнього виверження.
Ще один вид сейсмічної активності відбувається за кілька годин до виверження. Так званий гармонічний тремор — це безперервне "гуркотіння", яке контрастує зі звичайною сейсмічною активністю раптових поштовхів і, як вважається, викликане швидким рухом магми під землею. Вулканічний тремор зазвичай вказує на неминуче виверження, хоча він також може бути викликаний неглибокими вторгненнями магми, які не досягають поверхні.
Ще одним важливим показником того, що відбувається під землею, є форма вулкана. Інклінометри вимірюють дуже малі зміни профілю вулкана, а чутливе обладнання вимірює відстані між точками на вулкані. Коли магма заповнює неглибокі резервуари під вершиною, гора "надувається".

## Нещодавня історія
На початку 1990-х років компанія Canadian Pumice Corporation отримала права на видобуток шлаку та пемзи з Назко Конуса, і з того часу його поступово розробляють для виробництва червоного промислового заповнювача для ландшафтного дизайну.
До початку видобутку Назко Конус також був унікальною екосистемою. Рослинність включала складний комплекс видів. Дуже великі старі дерева дугласової ялиці були поширені, ростучи в деяких більш схожих на ґрунт попелі та лаві. Біла ялина була напрочуд поширеною, хоча й сильно пригніченою в рості, тоді як сосни скрученої майже не було.
Під вулканом існували невеликі печери та западини. На захід, вздовж згаданого вище лавового потоку, знаходиться унікальне водно-болотне угіддя, яке, схоже, складається із насиченого водою попелу. Його унікальність полягає в тому, що зазвичай водно-болотні угіддя насичені органічним матеріалом, таким як торфовий мох. Однак водно-болотне угіддя на Назко Конусі є сумішшю органічного матеріалу та лави або попелу, і отримана екосистема є досить несподіваною.

## Геотермальний потенціал
Високий тепловий потік у районі конуса Назко оцінюється як потенційне джерело геотермального опалення.